# Marin Ledun
« Ledun » redirige ici. Pour l’article homophone, voir Le Daim.
Marin Ledun, né le 7 mai 1975 à Aubenas (Ardèche), est un romancier, essayiste et auteur de pièces radiophoniques français.

## Biographie
Après une licence en économie, Marin Ledun étudie les sciences de l'information et de la communication. Il obtient un doctorat dans ce domaine en soutenant, à l'université Grenoble-III, une thèse intitulée L'introduction des techniques d'information et de communication dans la sphère politique. De 2000 à 2007, il est chercheur à France Télécom R&D, il en démissionne en raison de la détérioration des conditions de travail,.
Son premier roman, Modus Operandi, est accepté par quatre maisons d'édition et publié par Au Diable Vauvert en 2007. Il quitte alors la région Rhône-Alpes pour s'installer dans les Landes.
Il publie une vingtaine de romans, abordant différents sujets en prise avec l'actualité : industrie du tabac (Leur Âme au diable), prostitution au Nigeria (en)...
S'inscrivant dans le genre du roman noir, ses romans, traduits dans de nombreux pays (Espagne, Russie, Italie, Brésil…), évoquent les limites du progrès, la crise contemporaine et ses conséquences sociales.
Il écrit des pièces radiophoniques pour France Culture. 
Les Visages écrasés est adapté sous le titre de Carole Matthieu, en 2016 pour Arte, par le réalisateur Louis-Julien Petit, avec Isabelle Adjani,, Corinne Masiero, Ola Rapace, Pablo Pauly et Sarah Suco. 
Il participe régulièrement au festival Nuits noires à Aubusson. 
Il est également l’auteur de trois essais, La Démocratie assistée par ordinateur, Pendant qu’ils comptent les morts (coécrit avec Brigitte Font le Bret et Bernard Floris) et La vie marchandise (coécrit avec Bernard Floris).
Marin Ledun est également adepte de l'ultra-marathon.

## Œuvres

### Romans
- Modus operandi, Au diable vauvert, 2007[12]
- Marketing viral, Au diable vauvert, 2008[13]
- Le Cinquième Clandestin, La tengo, 2009[14]
- La Guerre des vanités, Éditions Gallimard, coll. « Série noire », 2010[15]
- Zone Est, Fleuve noir, 2010[16]
- Un singe en Isère, Baleine, coll. « Le Poulpe », 2011[17]
- Les Visages écrasés, Le Seuil, 2011[18]
- Dans le ventres des mères, Ombres noires, 2012[19]
- No more Natalie, Atelier In8, 2013[20]
- Que ta volonté soit faite, Société éditrice du « Monde », 2013[21]
- Comme un crabe, de côté, Société éditrice du « Monde », 2014[22]
- L'Homme qui a vu l'homme, Ombres noires, 2013[23]
- Au fer rouge, Ombres noires, 2015[24],[25]
- En douce, Ombres noires, 2016[26]
- Ils ont voulu nous civiliser, Flammarion, 2017  (ISBN 978-2-0813-9818-4)
- Salut à toi ô mon frère, Gallimard, coll. « Série noire », 2018  (ISBN 978-2-0727-7664-9)
- Aucune bête, éditions In8, 2019
- Descansar o ser libre, éditions Off Versatil, 2019
- La Vie en Rose, Gallimard, coll. « Série noire », 2019  (ISBN 978-2-07-282754-9)
- Leur âme au diable, Gallimard,  coll. « Série noire », 2020, 604 pages  (ISBN 978-2-07-287-581-6)
- Free Queens, Gallimard,  coll. « Série noire », 2023  (ISBN 978-2-07-294696-7)
- Henua, Gallimard,  coll. « Série noire », 2025

### Nouvelles
- Entreprise, illustrée par EO, Black Mamba, 2009[27]
- Vendredi, Dictionnaire des personnages populaires de la littérature, Le Seuil, 2010[28]
- Vendeur de cadavres, Polychromes Virus, éditions Écorce, 2011[29]
- Dead line, Laboratoires du noir, éditions Loubatières, 2012[30]
- Statues de sel, TGV Magazine, 2015[31]
- Gasoil, Alibi, 2012[32]
- Quelques pas de danse, recueil Dures à cuire, éditions Terre de brume, 2015[33].

### Jeunesse
- Un cri dans la forêt, Syros, 2010[34]
- Luz, Syros, 2012[35]
- Interception, Rageot, 2012[36] ;
- Un royaume pour deux, Syros, 2017[37]
- L'Enfer, Éditions In8, 2021

### Essais
- La Démocratie assistée par ordinateur, Connaissances & savoirs, 2005[38]
- Pendant qu'ils comptent les morts, La Tengo, 2010[39]
- La Vie marchandise, La Tengo, 2013[40]
- Mon ennemi intérieur, éditions du Petit Ecart, 2018

### Pièces radiophoniques
- Fractale, La Tengo, « Pièces à conviction », 2011 (France Culture, 2010) - réalisation : Étienne Vallès.
- La Cigarette, France Culture, 2013  - réalisation : Étienne Vallès
- Que ta volonté soit faite, France Culture, 2013 - réalisation : François Christophe
- Comme un crabe, de côté, France Culture, 2014  - réalisation : Étienne Vallès
- Finir le travail, France Inter, 2015  - réalisation : Pascal Deux
- Le monde dans lequel nous vivons, France Culture, 2019  - réalisation : Juliette Heymann

## Prix et distinctions

### Prix
- Prix Plume Libre 2008, pour Modus Operandi, Editions Au Diable Vauvert, 2007
- Prix Mystère de la critique 2011, pour La Guerre des vanités, Gallimard, coll. « Série Noire », 2010[41]
- Trophée 813 du meilleur roman 2011 pour Les Visages écrasés, Le Seuil, coll. « Romans noirs », 2011[42]
- Grand Prix du roman noir du Festival de Beaune[43],[44] 2011 pour Les Visages écrasés, Le Seuil, coll. « Romans noirs », 2011
- Prix des lecteurs du Festival de Polar de Villeneuve-lès-Avignon 2012, pour Les Visages écrasés, Le Seuil, coll. « Romans noirs », 2011
- Prix Polar 2013 du Meilleur Roman Jeunesse / Cognac 2013, pour « Interception », Rageot, 2012
- Prix Amila-Meckert 2014, pour L'Homme qui a vu l'homme, Ombres Noires, 2014[45]
- Sélection Grand prix de littérature policière 2015 et Prix Polar des lectrices de Elle 2016 pour Au fer rouge
- Prix Transfuge 2016 pour En douce, Ombres Noires, 2016
- Prix des lycéens 2019 de Villeneuve/Lot pour Salut à toi ô mon frère, Gallimard, coll. « Série noire », 2018
- Prix des Lettres méditerranéennes de Castellón du Roman Noir 2019 pour  Descansar o ser libre, éditions Off Versatil, 2019
- Prix Arsène Lupin 2019 pour La vie en rose, Gallimard, coll. « Série noire », 2019
- Sélection « Pépite » 2021 du Salon du livre et de la presse jeunesse[46], catégorie Fiction Ados, pour L'Enfer
- Prix polar en série Quais du polar 2021 pour Leur âme au diable[47]
- Prix Alliance contre le Tabac (ACT)-Maurice-Tubiana 2021, catégorie "Artistes/Littérature", pour Leur âme au diable[48]
- Sélection Grand prix de littérature policière 2023 (roman francophone) pour Free Dueens[49]
- Trophées 813 2024 du meilleur roman francophone pour Free Queens[50]

## Adaptation de son œuvre au cinéma
- Carole Matthieu, réalisé par Louis-Julien Petit d'après Les Visages écrasés, diffusé le 20 novembre 2016 sur Arte et sorti en salle le 7 décembre 2016